# Кочуновське сільське поселення
Кочуно́вське сільське поселення (рос. Кочуновское сельское поселение) — муніципальне утворення у складі Ромодановського району Мордовії, Росія. Адміністративний центр — село Кочуново.

## Населення
Населення — 542 особи (2019, 638 у 2010, 708 у 2002).

## Склад
До складу поселення входять такі населені пункти:
| Населений пункт              | Населення, осіб (2002) | Населення, осіб (2010) |
| ---------------------------- | ---------------------- | ---------------------- |
| Велике Чуфарово, село        | 62                     | 43                     |
| Кочуново, село               | 288                    | 260                    |
| Курган, присілок             | 21                     | 13                     |
| Маяк, селище                 | 0                      | -                      |
| Совхоз «Садвінтрест», селище | 337                    | 322                    |